# Igreja Católica em Liechtenstein
A Igreja Católica em Liechtenstein faz parte da Igreja Católica universal, sob a liderança espiritual do Papa, em Roma. 

## História
O território do país pertencia à Diocese de Coira, que fica em território da Suíça, desde a chegada do cristianismo à região. Apenas em 2 de dezembro de 1997 o principado se tornou sede da própria arquidiocese, Arquidiocese de Vaduz, erigida e tendo Wolfgang Haas como seu primeiro arcebispo. Vinha de longa data a aspiração da Igreja Católica para reunir as fronteiras da igreja e política – ou seja, ter uma arquidiocese própria perfazendo a fronteira; ao mesmo tempo, o arcebispo Haas enfatizou a independência da igreja e do Estado, o que não impede a cooperação mutuamente benéfica em várias questões.
A partir da separação da Diocese de Coira, houve no início de violentos confrontos entre opositores e apoiantes da decisão papal. 

## Atualmente
De acordo com os resultados do censo de 2010, 27.450 dos 36.149 dos residentes (75,9%) do pequeno principado eram católicos. Eles vivem em 11 paróquias, que se cobrem uma área de 160 quilômetros quadrados e, contando com 19 sacerdotes diocesanos e 12 sacerdotes de ordens. Ao mesmo tempo, 66 freiras vivem na arquidiocese.
O feriado católico da Assunção de Nossa Senhora é o Dia Nacional. De acordo com o artigo 37, parágrafo 2 da Constituição do Principado de Liechtenstein, a Igreja Católica é a Igreja do Estado. Atualmente há pessoas contrárias que tentam fazer do país um estado laico; no futuro, a relação entre igreja e o estado será regulada por uma concordata. Em 20 de dezembro de 2012, o Parlamento decidiu limitar as aulas de religião apenas à  escola primária

## Nunciatura Apostólica
A nunciatura apostólica de Liechtenstein foi estabelecida em 28 de agosto de 1985. O atual núncio para o país é Martin Krebs, desde 3 de março de 2021.